# Lago Argentino

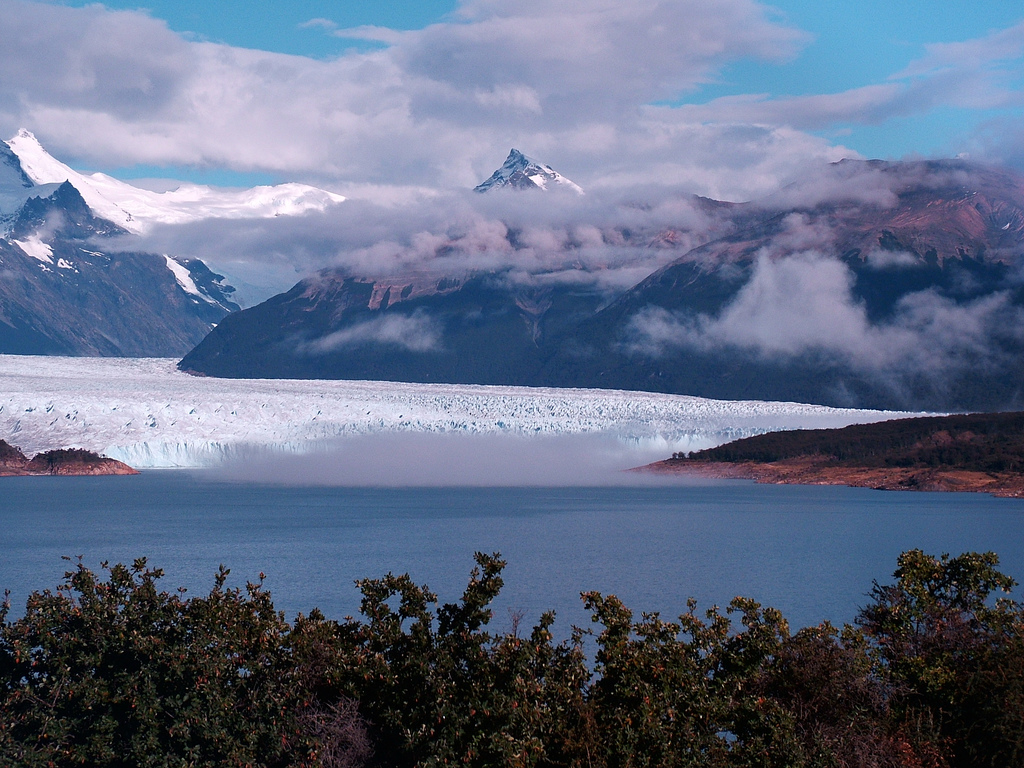
Lago Argentino

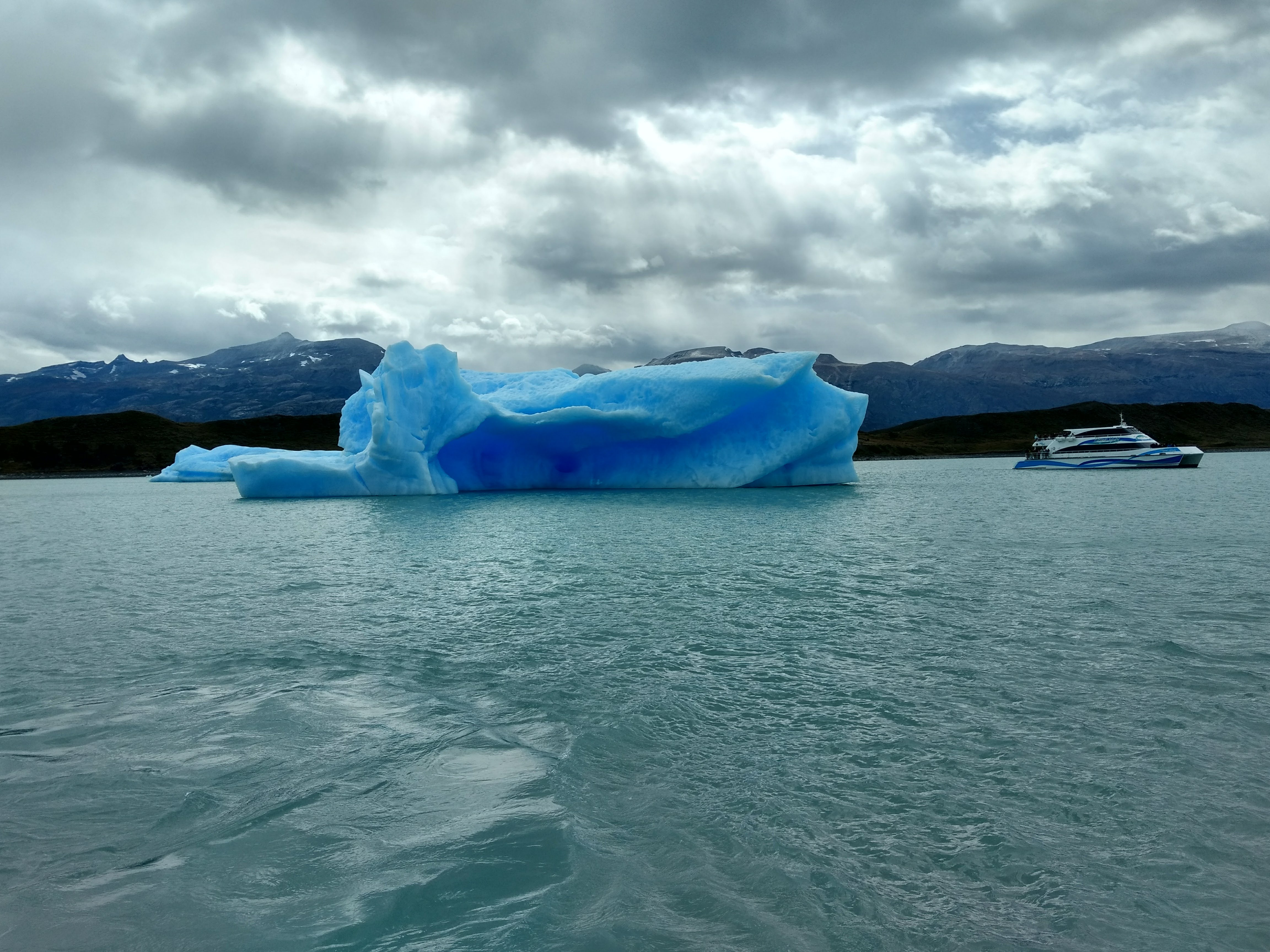
Barco de turismo e iceberg no Lago Argentino

O Lago Argentino é o maior e o mais austral dos grandes lagos patagônicos da Argentina. 
Fica situado na Província de Santa Cruz, a 187 msnm de altura, cobre uma superfície de 1.415 km² e tem uma profundidade média de 150 m de altitude, alcançando em alguns pontos os 500 m; seu volume total passa de 219.900 milhões de m³. Em seus braços ocidentais desaguam vários glaciares, entre os que se destacam o Glaciar Perito Moreno e o Glaciar Upsala. Na sua margem, situa-se parte do Parque Nacional Los Glaciares e se encontra encontra a cidade de El Calafate que é a base turística mais habitual para a exploração da região.
O lago foi descoberto e explorado pela primeira vez por Francisco Pascasio Moreno (1852-1919), em 1875.